# 政令指定都市

政令指定都市の位置。全国に20市ある。

政令指定都市（せいれいしていとし）は、日本の地方自治法第252条の19第1項に基づき政令で指定された地方公共団体。
地方自治法第252条の19第1項では「政令で指定する人口五十万人以上の市」と定義されており、法定人口が50万人以上で、なおかつ政令（具体的には「地方自治法第252条の19第1項の指定都市の指定に関する政令」）で指定された市のことである。中核市と並ぶ都道府県の事務権限の一部を移譲する日本の大都市制度の一つとなっている。
略称は政令市（せいれいし）が頻繁に使用されるが、地方自治法第252条の19では「指定都市」とされている。ただし、警察法や道路法などでは「指定市」が使用される。また、指定市を包括する県を「指定県」と呼ぶ。
地方自治法において、都道府県は市町村を包括する広域の地方公共団体として、第二項の事務で広域にわたるものを処理するが、政令指定都市は一般の市町村や中核市と比べて都道府県の権限の多くを委譲される。
2015年（平成27年）国勢調査によると、20市ある政令市の人口の総計は2750万人で、日本の人口の2割強が政令市に集中している。

## 概要
指定都市の制度（政令市制度）は、日本の大都市等に関する2つの特例制度のひとつであり、1956年（昭和31年）に運用が開始された。これに先立つ1947年（昭和22年）、国は大都市が府や県から独立する特別市制度を設けたが、権限を奪われることになる府県が猛反発したため成功しなかった。これに代えて権限の一部だけを府県から移す制度として設けられたのが政令市制度であった。
地方自治法第2編第12章第1節「大都市に関する特例」に、指定都市に関する、特例を中心とした規定がある。指定都市は「人口50万以上の市」とされている（第252条の19第1項）。特例制度の他の1つは、第2節に規定がある中核市の制度（人口20万以上、1995年開始）である。（「#行政能力要件」、「#人口要件」も参照）
指定都市は、条例で区を設けるものとされている（第252条の20第1項）。この区は、東京都の特別区（東京23区の各区）と区別して、「行政区」と通称される。（「#組織」も参照）
指定都市の制度は、地方自治法の1956年（昭和31年）の一部改正（昭和31年法律第147号）に含まれる形で、同年9月1日から実施された。同日から、指定都市を指定する政令が施行されて5市が指定都市に移行。以後、この政令の一部改正で新たに市が指定され、その施行日から指定都市に移行している。
なお、指定都市の制度により、大都市に関する2つの旧制度が置き換えられた。1つは、五大都市行政監督ニ関スル法律を根拠とした制度で、対象は京都市、大阪市、横浜市、神戸市、名古屋市であった（この5市は最初の指定都市）。もう1つは、地方自治法を根拠に1947年（昭和22年）以降、法令上に存在していた特別市の制度で、人口50万以上の市を法律で指定するものだったが、実際には1市も指定されなかった。（「#歴史」も参照）
2021年（令和3年）7月現在、全20指定都市の推計人口は約2777万人であり、国民の5人に1人は指定都市に居住していることになる。
八地方区分毎の政令指定都市の数は北海道1、東北1、関東5、中部4、近畿4、中国2、九州3で、四国のみ政令指定都市が存在しない。

## 権能
政令指定都市は都道府県からの権限の移譲等により、都道府県に準じた権限を行使することが可能で、都道府県との間の手続き等を経ることなく、都市独自の施策を実施することができる。
地方自治法第252条の19の第1項までを抜粋。
| 「 | （指定都市の権能） 第252条の19 政令で指定する人口50万以上の市（以下「指定都市」という。）は、次に掲げる事務のうち都道府県が法律又はこれに基づく政令の定めるところにより処理することとされているものの全部又は一部で政令で定めるものを、政令で定めるところにより、処理することができる。 - 1 児童福祉に関する事務 - 2 民生委員に関する事務 - 3 身体障害者の福祉に関する事務 - 4 生活保護に関する事務 - 5 行旅病人及び行旅死亡人の取扱に関する事務 - 5の2 社会福祉事業に関する事務 - 5の3 知的障害者の福祉に関する事務 - 6 母子家庭及び父子家庭並びに寡婦の福祉に関する事務 - 6の2 老人福祉に関する事務 - 7 母子保健に関する事務 - 7の2 介護保険に関する事務 - 8 障害者の自立支援に関する事務 - 8の2 生活困窮者の自立支援に関する事務 - 9 食品衛生に関する事務 - 9の2 医療に関する事務 - 10 精神保健及び精神障害者の福祉に関する事務 - 11 結核の予防に関する事務 - 11の2 難病の患者に対する医療等に関する事務 - 12 土地区画整理事業に関する事務 - 13 屋外広告物の規制に関する事務 | 」 |

具体的には、主に以下のことが可能。
- 都道府県を通さずに直接国と接触できるようになる。
- 統一地方選挙において行われる指定都市の市長選挙や議会議員選挙は、都道府県の知事選挙や議会議員選挙と同じ、いわゆる前日程で実施される。
- 指定都市の住所を表記する際は都道府県名を省略することが多い（例：愛知県名古屋市中区栄 → 名古屋市中区栄）。これは慣例というよりは、1970年（昭和45年）の旧自治省通達により、指定都市および、県名と同じ県庁所在地市（青森市、秋田市、山形市、福島市、富山市、福井市、長野市、岐阜市、奈良市、和歌山市、鳥取市、山口市、徳島市、高知市、大分市、佐賀市、長崎市、宮崎市、鹿児島市）以外は、公文書において県名を省略してはならない（例：栃木県栃木市、栃木県宇都宮市、山梨県山梨市、山梨県甲府市、沖縄県沖縄市、沖縄県那覇市）とされていることに対する反対解釈である。
- スポーツ大会の場合でも一部で特別扱いされており、全国障害者スポーツ大会と全国健康福祉祭（ねんりんピック）では各都道府県の他に指定都市独自でチームを組むことが可能となっている。
- 市のドメイン名として "city.市名.都道府県名.jp" の代わりに "city.市名.jp" を使えるようになる。ただし、堺市、浜松市および相模原市については、該当ドメイン名が他者によって登録済みであったため、"city.市名.jp" を使用できなかった。公共機関については"city.市名.lg.jp"で地方公共団体ドメイン名の代替はあるが、一般地域型ドメイン名"区名.市名.jp"は使用できないので公共機関以外は救済されない。
- 職員採用において、大学卒業程度の採用試験が道府県と同じ日程の6月の第4日曜日（俗に「地方上級」と称される）に行われる。短大卒業程度・高校卒業程度の採用試験が道府県と同じ日程の9月の第4日曜日（俗に「地方中級」・「地方初級」と称される）に行われる。また、択一試験の問題は道府県と一部を除き同一のものが使用される。
- 地方債において、都道府県と同様に市場公募債を発行出来るようになる。ただし、利回りが市場によって決められてしまうため、財政状況や信用力により資金繰りに差が出る。
- 1970年代に医科大学が次々設置された際、歯止めをかけるために「1県1医大」の制限が1974年（昭和49年）にかけられたが、同年時点で指定都市中唯一医科大学がなかった北九州市に1978年（昭和53年）、産業医科大学が設立されており、県と同格扱いされている。
- 都道府県と同様に当せん金付証票（いわゆる宝くじ）の発売元となることができるようになる（地方財政法32条、当せん金付証票法4条、また戦災により総務大臣が指定する市も発売元となれるが割愛）。そのため、発売元である指定都市内で販売された宝くじの収益金は直接、指定都市の収入となる（詳細は「宝くじ#収益金の取扱い」を参照）。

### 特例と政令
地方自治法第2編「普通地方公共団体」第12章「大都市等に関する特例」では、政令指定都市、中核市それぞれに関する特例制度が規定されている。特例により持ちうる権能は、指定都市が最も広い。政令指定都市、中核市いずれに関しても、権能の範囲など特例の具体的な定めは、ほぼ政令に委ねられており、対応する規定が地方自治法施行令第2編第8章にある。特例市の制度は2015年（平成27年）に廃止されたが、廃止時に特例市だった市のうち中核市等に移行しなかった市は施行時特例市と呼ばれ、中核市移行に際し経過措置がとられている。

### 事務
指定都市が特例で処理できる事務は、第252条の19第1項（後に抜粋）で掲げる19の事務のうち、都道府県が法令に従って処理するとされているものから、政令で定められる（同条同項）。
また、事務処理への都道府県の関与については、都道府県知事や都道府県の委員会の
- a.処分（許可、認可、承認等）を要すると法令で定めている事項のうちから、政令により、その処分を不要とするか、代わりに各大臣の処分を要するものとする、
- b.命令を受けると法令で定めている事項のうちから、政令により、その命令に関する法令の規定を適用外とするか、代わりに各大臣の命令を受けるものとする、

ことになっている（同条第2項）。中核市に関しては、処分についてa.に相当する特例規定はない。命令についてb.に類似する特例規定はあるが、委員会の命令は対象とならない（第252条の22第2項、第252条の26の3第2項）。
なお、地方自治法以外の個別法令（例えば道路法、河川法、地方教育行政法など）の規定や都道府県の条例によっても権限が移譲されうる。

### 組織
指定都市は、市長の権限に属する事務を分掌させるため、条例で、その区域を分けて区を設け、区の事務所又は必要があると認めるときはその出張所を置くものとされている（第252条の20第1項）。この区は「行政区」と通称される。区の事務所、通称「区役所」の長は、当該指定都市の職員の中から市長が任命するのが通例である（各市の行政組織によるが、一般的に局長クラスまたは部長クラスの役職）。指定都市は、必要と認めるときは、条例で、区ごとに区地域協議会を置くことができ、その場合、その区域内に地域自治区が設けられる区には、区地域協議会を設けないことができる（第252条の20第6項）。
区役所にどの程度の業務を担わせるかは、指定都市によって幅がある。戸籍、住民基本台帳、租税の賦課、国民健康保険、国民年金、福祉などの日常的・基本的な窓口業務のみを担当させる「小区役所制」（大阪市、名古屋市、京都市など）もあれば、保健、土木、建築などの業務も含めて幅広く行う「大区役所制」（川崎市、広島市、仙台市など）もある。

### 教育行政
以前は地方教育行政の組織及び運営に関する法律に指定都市に関する特例が定められ、指定都市の県費負担教職員の任免、給与の決定、休職及び懲戒に関する事務、並びに研修は、当該指定都市の教育委員会が行うものとされていたが、2017年（平成29年）以降は給与負担も移譲され、あわせて教職員定数の決定権も移譲された。

### 市警察部
指定都市自体が、独自に警察を設置・運営することはできないが、各道府県警察本部は、その管轄区域内に指定都市がある場合、指定都市に対応する市警察部を設置する（警察法第52条第1項）。市警察部の役割は警察本部によって異なるが、主に指定都市と警察本部の連絡や指定都市に所在する警察署の管理に関する業務を行う。実働部隊を備えているのは、福岡県警察の北九州市警察部と福岡市警察部のみである。

### 消防
指定都市においては消防の専門部隊である特別高度救助隊の設置が義務付けられている。これは総務省消防庁の「救助隊の編成、装備及び配置の基準を定める省令（昭和61年自治省令第22号）」第6条の規定により「特別高度救助隊」を東京都及び政令指定都市に、第5条の規定により「高度救助隊」を中核市等に整備をするとされ、「高度救助隊の数のうち、特別区が連合して維持する消防及び指定都市にあつては1以上の高度救助隊を特別高度救助隊とする。」ことになっている。そのため、多くの指定都市では、高度救助隊と特別高度救助隊の両方が編成されている。

### 都市計画と税金
指定都市では、都市計画で区域区分（線引き）を定めるものとされている（都市計画法第7条第1項、都市計画法施行令第3条）。よって、スプロール化どころか過疎化が問題となるような地域が指定都市の区域の一部となると、その地域が区域区分で市街化調整区域とされることにより、その地域での開発行為が法律で制限され、結果的に過疎化が深刻化するおそれがある。反対に、区域区分で新たに市街化区域とされた地域では、土地・建物について固定資産税に加えて都市計画税が課されることになる。
また、法律上の首都圏（首都圏整備法所定）、近畿圏（近畿圏整備法所定）、中部圏（中部圏開発整備法所定）の区域内の市が指定都市に指定されると、その指定都市の区域内の市街化区域にある農地は、地方税法附則第29条の7の特例の対象外となるので、その農地についての固定資産税と都市計画税は「宅地並み課税」とされ、増税となる。

### 非取扱事務
指定都市は、都道府県に包括されている関係上、都道府県の影響力が完全に排除されるわけではないため、一部の事務は都道府県が行っている。
以下に、都道府県と指定都市の間の役割分担の一例を示す。
| 事務                     | 都道府県の事務 | 指定都市の事務 |
| ------------------------ | --- | --- |
| 民生行政に関する事務     | - 介護老人保健施設の開設許可 - 老人の介護の措置等の実施に関する連絡調整 | - 養護老人ホーム、特別養護老人ホームの設置の認可・監督 |
| 保健衛生に関する事務     | - 病院の開設許可 - 薬局の開設許可 | - 診療所の開設許可 - 医薬品一般販売業の許可 |
| 都市計画に関する事務     | - 都市計画区域の指定 - 市街化区域及び市街化調整区域の都市計画決定 - 市街地再開発事業における組合の設立及び個人施行の認可 - 公共施行に係る土地区画整理事業に対する意見書の審査 | - 広域的な都市施設の都市計画の決定 - 市街地開発事業の都市計画決定 - 土地区画整理組合の設立認可 |
| 文教行政に関する事務     | - 市町村立学校、私立学校等の設置、廃止等の認可 | - 県費負担教職員の人事、定数決定 - 学級編成基準の設定 |
| 農林水産行政に関する事務 | - 農業振興地域の指定 - 農業振興地域整備基本方針の作成 - 農地転用の許可 - 農業協同組合の設立等の認可 - 漁業権の設定の免許                                                      | 農林水産行政に関する授権は特にない。 |
| 警察の設置に関する事務   | - 都道府県警察の設置 | 自ら警察を設置することはできない。 ただし指定都市は、都道府県警察を管理する公安委員会の委員を、都道府県知事に推薦できる。 指定都市が委員2名を推薦し、これに基づいて都道府県知事が委員を任命する。 また、指定都市の区域には、都道府県警察が「市警察部」を置く。詳細は当該項目を参照。 |

このほか、後期高齢者医療制度においては、都道府県が直接事務に携わるわけではないが、都道府県の区域ごとに当該区域内の政令指定都市を含むすべての市町村が加入する広域連合（後期高齢者医療広域連合）を作り、そこで事務を取り扱う（高齢者の医療の確保に関する法律第48条）。指定都市の区役所は窓口代理業務を行うのみである。

### 留意すべき問題点
指定都市移行にあたっては、移譲にあたっての行財政上の問題として、概ね次のような留意事項の指摘がなされている。

#### 財政上の問題
移行に起因する事務移譲により、指定都市に新たに発生する財政需要額は、概ね5,600億円程度とされる。これに対し、税制上の措置として指定都市に図られる増収対策の半分以上は、道路の管理に関する予算（道路特定財源の一部を増額交付するもの）で、それ以外の特例事務との純計で、おおむね3,000億円程度、税制上の措置が不十分であるとされる。指定都市制度には、都道府県側から指定都市側に対して交付金を交付する制度があるものの、行政上の負担割合の変更に伴い、逆に減収となる項目も存在する。このため、負担事務の増加に見合った増収を十分担保する措置が、必ずしも確保されるわけではない。
こうした経緯から、新規に指定都市へ移行する市の場合、移行と行政改革がセットで語られることがある。とくに平成の大合併期に、スケールメリットを期待した合併を経て誕生した指定都市では、移行に併せて地方債の繰上償還、これまで一般市町村として担当した行政分野での職員定員削減などが行われる。

#### 行政上の問題
上述のとおり、指定都市は各分野につき、完全に独立した行政を担当できるまでの事務移譲を受けるわけではなく、農林行政、防災行政については、ほとんど授権がない。一方で、都道府県と指定都市との間では、一部につき共通する行政を担当することから、両者の間での二重規制、二重行政に陥る可能性が指摘されることがある。法令上、指定都市は、一部の特例措置を除いては、一般の市町村と同列の制度の適用を受けるため、都道府県が市町村の行政を審査する行政不服審査制度に関する事項など、両者の関係についてあいまいな部分もある。新たな法令を制定することを通じ、都道府県に指定都市に対する勧告権を付与し、指定都市内の行政に関する関与権限を弱める案などが提唱される。

## 歴史
以下に大都市制度の沿革を記す。以下とは別に、首都圏整備法（昭和31年法律第83号）、近畿圏整備法（昭和38年法律第129号）、中部圏開発整備法（昭和41年法律第102号）が大都市圏制度として制定されている（「三大都市圏」を参照）。

### 明治以降
- 1878年（明治11年）7月22日：郡区町村編制法（明治11年太政官布告第17号）を制定。同法第四条により、「人民輻輳ノ地」に法人格を持たない区が置かれ、区会（議会）も設置された。また東京、大阪、京都の三都は勅令指定都市に指定された。通常、1都市1区であったが、東京には麹町区以下15区、大阪には東区・南区・西区・北区の4区、京都には上京区・下京区の2区と、人口密集地が広い勅令指定都市には1都市に複数の区を置いた。
- 1889年（明治22年）4月1日：市制（明治21年法律第1号）を施行。「市制中東京市京都市大阪市ニ特例ヲ設クルノ件」（明治22年法律第12号、三市特例）も制定され、人口が多い東京市、大阪市、京都市の三市では区が存置された。市を代表するのは市会であるが、一般市では市会が3人の市長候補を推薦し、内務大臣が天皇に上奏して1人の市長が裁可（市会推薦市長。任期6年）されたのに対し、三市では、市長を置かずにその職務は府知事が行った。
- 1898年（明治31年）10月1日：市制中東京市京都市大阪市ニ於ケル特例廃止法律（明治31年法律第19号）を施行。三市での反対運動により、三市特例が廃止されて一般市と同じ市制を適用し、市会推薦市長が生まれた。市制中追加法律により、三市では区制が残された。
- 1908年（明治41年）4月1日：名古屋市に区制施行（4区）。「三市」（三都）以外では初の大都市制度導入例。
- 1911年（明治44年）：市制改正法律を施行。三市の区は法人格を持つこととなった。
- 1922年（大正11年）：「六大都市行政監督ニ関スル法律」を制定。「三市」に横浜市、神戸市、名古屋市を加えて六大都市とした。六大都市では、府県知事の許可等なしで市の実務実行ができるようになった。
- 1927年（昭和2年）10月1日：横浜市に区制施行（5区）。
- 1931年（昭和6年）9月1日：神戸市に区制施行（8区）。
- 1943年（昭和18年）7月1日：東京都制（昭和18年法律第89号）の施行により、東京府と東京市が廃止されて東京都が置かれた（以降、東京については「特別区」を参照）。「六大都市」から東京市を除いた5市に「五大都市行政監督特例」を施行し、五大都市（京都市、大阪市、横浜市、神戸市、名古屋市）とした。

### 戦後
- 1947年（昭和22年）：地方自治法（昭和22年法律第67号）を公布。「五大都市」が指定されることを見込んで、「特別市」の規定を盛り込んだ[6]。従来の五大都市の行政区については、地方自治法第155条第2項及びこれに基づく政令（地方自治法第百五十五条第二項の市の指定に関する政令（昭和22年政令第17号)に根拠を移した。
- 1956年（昭和31年）：地方自治法を改正。特別市に関する規定を削除。「五大都市」が指定されることを念頭に「指定都市」制度を創設[17]。
- 1956年（昭和31年）9月1日：改正地方自治法を施行。地方自治法第252条の19第1項の指定都市の指定に関する政令[1]（昭和31年政令第254号）を施行。同政令で指定された大阪市、名古屋市、京都市、横浜市、神戸市の「五大都市」が指定都市となる。「五大都市行政監督特例」は、同日より廃止された。
- 1963年（昭和38年）4月1日：5市合併により北九州市が指定都市となる[† 7]。旧「五大都市」以外では初の大都市制度導入例となった（「#先行指定都市と同格」を参照）。また、同市の指定以降、指定都市移行日は4月1日が通例となる。
- この間、1972年（昭和47年）4月1日に札幌市、川崎市、福岡市が、1980年（昭和55年）4月1日に広島市が、1989年（平成元年）4月1日に仙台市が、1992年（平成4年）4月1日に千葉市が指定都市となる。
- 2001年（平成13年）8月30日：市町村合併支援プラン[18]を決定。市町村合併を進める国の方針に従い、2005年（平成17年）3月までに大規模な合併をした自治体に限って、人口要件の運用基準を緩和する方針（「#期間限定措置」を参照）が打ち出された[19]。
- 2003年（平成15年）4月1日：さいたま市が指定都市となる（「#先行指定都市と同格」を参照）。
- 市町村合併支援プランによる緩和措置に基いて、2005年（平成17年）4月1日には静岡市が、2006年（平成18年）4月1日には堺市が、2007年（平成19年）4月1日には新潟市および浜松市が指定都市に移行した[20]。
- 2005年（平成17年）8月31日：新市町村合併支援プラン[21]を決定。当プランにおいても、2010年（平成22年）3月まで人口要件の弾力運用が継続延長されることになった。
- 新市町村合併支援プランによる緩和措置に基いて、2009年（平成21年）4月1日には岡山市が、2010年（平成22年）4月1日には相模原市が、2012年（平成24年）4月1日には熊本市が指定都市に移行した。

## 要件
地方自治法第252条の19では「政令で指定する人口50万人以上の市」と定めている。
すなわち、単に人口50万人以上の都市が指定都市になれるわけではなく、指定は国の裁量が委ねられている。総務省は「立法の経緯、特例を設けた趣旨から、人口その他の都市としての規模、行財政能力等において既存の指定都市と同等の実態を有するとみられる都市」を指定するとしており、実際に人口50万人を越えているが指定されていない市は多い。これに対し自治体からは人口50万人のみを要件とすべきとの意見がある。
以下では、国の運用基準としての指定要件について記載する。

### 人口要件
上記の通り、地方自治法で定められた人口要件は「50万人以上」であるが、実際の運用では既存の指定都市と同程度の人口規模であることが指定の基準とされる。また、歴史的に人口の基準値は変遷している。

#### 1956年以降（おおむね100万人以上）
- 1956年（昭和31年）9月1日、五大都市である大阪市（254.7万人）、名古屋市（133.7万人）、京都市（120.4万人）、横浜市（114.4万人）、神戸市（97.9万人）が指定都市移行。

制度創設の経緯から、福岡市（54.4万人）は指定されず、五大都市のみが指定都市に移行した。五大都市のうち最も人口が少ない神戸市も翌月の1956年（昭和31年）10月1日に推計人口で100万人に達した。
これ以降、五大都市以外に制度の適用を広げる際には「おおむね100万人以上の人口」が基準とされた。

#### 1972年以降（人口80万人以上かつ近い将来人口100万人を超える見込み）
- 1963年（昭和38年）4月1日、北九州市（98.6万人。102.3万人）が指定都市移行。
- 1972年（昭和47年）4月1日、札幌市（101.0万人。105.2万人）、川崎市（97.3万人。98.3万人）、福岡市（86.2万人。88.5万人）が指定都市移行。

福岡市は人口が100万人を大きく下回っていたが、近い将来人口100万人を超えると見込まれていた。これ以降「人口80万人以上かつ近い将来人口100万人を超える見込み」が運用基準とみなされた。
- 1980年（昭和55年）4月1日に広島市（85.3万人。88.7万人）が指定都市移行。
- 1989年（平成元年）4月1日に仙台市（85.7万人。89.8万人）が指定都市移行。
- 1992年（平成4年）4月1日に千葉市（82.9万人。83.5万人）が指定都市移行。
- 2003年（平成15年）4月1日にさいたま市（102.4万人。104.6万人）が指定都市移行。

なお、北九州市は2005年（平成17年）1月1日推計人口から100万人を下回っている。千葉市は2025年7月1日時点の推計人口が987,546人であり、100万人に達していない。

#### 平成の大合併
平成の大合併に際しては、2010年（平成22年）3月までに市町村合併を行った自治体には、従来より少ない人口で指定都市に指定された。ただし、人口要件緩和の具体的な基準値は明示されていない。

##### 2001年の市町村合併支援プランによる指定都市
- 2005年（平成17年）4月1日に静岡市（70.7万人。70.2万人）が指定都市移行。静岡市は、指定都市史上初めて「人口80万人未満」かつ「近い将来人口100万人を超える見込みがない[30]」状況で移行した。
- 2006年（平成18年）4月1日に堺市（83.1万人）が指定都市移行。
- 2007年（平成19年）4月1日に新潟市（81.4万人。81.3万人）、浜松市（80.4万人。80.7万人）が指定都市移行。

##### 2005年の新市町村合併支援プランによる指定都市
- 2009年（平成21年）4月1日に岡山市（69.6万人。70.2万人）が指定都市移行。岡山市は、指定都市史上初めて「人口70万人未満」で移行した。
- 2010年（平成22年）4月1日に相模原市（70.2万人。71.2万人）が指定都市移行。
- 2012年（平成24年）4月1日に熊本市（73.4万人。73.6万人）が指定都市移行。

なお、平成の大合併の際に指定都市となった7市は、いずれも近い将来に人口100万人を超える見込みはないとされる。特に静岡市は2017年（平成29年）4月1日推計以降、人口70万人を下回り続けているが、総務省は「政令市の指定取り消しはない」としている。

### 都市機能要件
都市機能や行財政能力については特に法令で規定されていないが、これまで指定都市に指定された都市では主に次のような要件を満たしている。
1. 第1次産業就業者比率が10%以下であること
2. 都市的形態、機能を備えていること
3. 移譲事務処理能力を備えていること
4. 区の設置、区の事務を処理する体制が整っていること
5. 指定都市の指定に関して都道府県及び市の意見が一致していること

### 手続き要件
指定都市の指定の手続きは特に法令で規定されていないが、これまでの以下のような手続きが取られている。
1. 市議会で指定都市に関する意見書を議決する
2. 都道府県知事及び都道府県議会に対し、指定都市の実現への要望書を提出する
3. 都道府県議会で指定都市に関する意見書を議決する
4. 総務大臣に対し、指定都市の実現への要望書を提出する
5. 国の関係行政機関の長との協議をする
6. 閣議を開き、地方自治法第252条の19第1項の指定都市の指定に関する政令を制定する案を閣議決定する
7. 天皇が政令を公布する
8. 官報に掲載される

## 政令指定都市一覧
札幌市、さいたま市、相模原市、京都市が内陸部に位置するほかは海岸線を持つ。
| 地域   | 道府県   | 市名       | 市章 | 市旗 | 推計人口 （人） | DID人口 （人） | 面積 （km2) | 市街地面積 （km2) | 人口密度 （人/km2） | DID人口密度 （人/km2） | 財政力指数 | 企業数  | 施行日       | 行政区 |
| ------ | -------- | ---------- | ---- | ---- | --------------- | -------------- | ----------- | ----------------- | ------------------- | ---------------------- | ---------- | ------- | ------------ | --- |
| 北海道 | 北海道   | 札幌市     |      |      | 1,956,164       | 1,812,362      | 1,121.26    | 250.2             | 1,745               | 7,966.4                | 0.711      | 47,412  | 1972年4月1日 | - 中央区 - 北区 - 東区 - 白石区 - 豊平区 - 南区 - 西区 - 厚別区 - 手稲区 - 清田区 |
| 東北   | 宮城県   | 仙台市     |      |      | 1,094,530       | 905,139        | 786.35      | 179.6             | 1,392               | 6,951.9                | 0.877      | 27,183  | 1989年4月1日 | - 青葉区 - 宮城野区 - 若林区 - 太白区 - 泉区 |
| 関東   | 埼玉県   | さいたま市 |      |      | 1,355,231       | 1,080,130      | 217.43      | 117.0             | 6,233               | 9,344.5                | 0.952      | 26,164  | 2003年4月1日 | - 西区 - 北区 - 大宮区 - 見沼区 - 中央区 - 桜区 - 浦和区 - 南区 - 緑区 - 岩槻区 |
| 関東   | 千葉県   | 千葉市     |      |      | 987,546         | 830,383        | 271.76      | 128.8             | 3,634               | 7,022.9                | 0.888      | 17,426  | 1992年4月1日 | - 中央区 - 花見川区 - 稲毛区 - 若葉区 - 緑区 - 美浜区 |
| 関東   | 神奈川県 | 横浜市     |      |      | 3,773,476       | 3,487,816      | 438.23      | 331.0             | 8,611               | 10,036.3               | 0.940      | 77,101  | 1956年9月1日 | - 鶴見区 - 神奈川区 - 西区 - 中区 - 南区 - 港南区 - 保土ケ谷区 - 旭区 - 磯子区 - 金沢区 - 港北区 - 緑区 - 青葉区 - 都筑区 - 戸塚区 - 栄区 - 泉区 - 瀬谷区                                                                   |
| 関東   | 神奈川県 | 川崎市     |      |      | 1,557,683       | 1,316,910      | 142.96      | 127.3             | 10,896              | 9,974.3                | 1.030      | 28,222  | 1972年4月1日 | - 川崎区 - 幸区 - 中原区 - 高津区 - 宮前区 - 多摩区 - 麻生区 |
| 関東   | 神奈川県 | 相模原市   |      |      | 722,245         | 640,899        | 328.91      | 67.8              | 2,196               | 8,998.9                | 0.833      | 16,293  | 2010年4月1日 | - 緑区 - 中央区 - 南区 |
| 北陸   | 新潟県   | 新潟市     |      |      | 761,047         | 579,033        | 725.99      | 128.9             | 1,048               | 5,738.7                | 0.649      | 23,316  | 2007年4月1日 | - 北区 - 東区 - 中央区 - 江南区 - 秋葉区 - 南区 - 西区 - 西蒲区 |
| 東海   | 静岡県   | 静岡市     |      |      | 667,881         | 621,397        | 1,411.93    | 104.4             | 473                 | 6,081.4                | 0.827      | 25,151  | 2005年4月1日 | - 葵区 - 駿河区 - 清水区 |
| 東海   | 静岡県   | 浜松市     |      |      | 769,988         | 471,949        | 1,558.11    | 97.9              | 494                 | 5,604.4                | 0.813      | 26,165  | 2007年4月1日 | - 中央区 - 浜名区 - 天竜区 |
| 東海   | 愛知県   | 名古屋市   |      |      | 2,335,964       | 2,159,379      | 326.46      | 302.6             | 7,155               | 7,889.9                | 0.970      | 82,369  | 1956年9月1日 | - 千種区 - 東区 - 北区 - 西区 - 中村区 - 中区 - 昭和区 - 瑞穂区 - 熱田区 - 中川区 - 港区 - 南区 - 守山区 - 緑区 - 名東区 - 天白区                                                                                           |
| 近畿   | 京都府   | 京都市     |      |      | 1,433,782       | 1,387,532      | 827.83      | 149.9             | 1,732               | 9,903.9                | 0.801      | 52,918  | 1956年9月1日 | - 北区 - 上京区 - 左京区 - 中京区 - 東山区 - 下京区 - 南区 - 右京区 - 伏見区 - 山科区 - 西京区 |
| 近畿   | 大阪府   | 大阪市     |      |      | 2,811,565       | 2,628,312      | 225.34      | 211.5             | 12,477              | 11,857.4               | 0.920      | 133,454 | 1956年9月1日 | - 都島区 - 福島区 - 此花区 - 西区 - 港区 - 大正区 - 天王寺区 - 浪速区 - 西淀川区 - 東淀川区 - 東成区 - 生野区 - 旭区 - 城東区 - 阿倍野区 - 住吉区 - 東住吉区 - 西成区 - 淀川区 - 鶴見区 - 住之江区 - 平野区 - 北区 - 中央区 |
| 近畿   | 大阪府   | 堺市       |      |      | 803,898         | 794,924        | 149.83      | 109.3             | 5,365               | 7,557.7                | 0.760      | 21,290  | 2006年4月1日 | - 堺区 - 中区 - 東区 - 西区 - 南区 - 北区 - 美原区 |
| 近畿   | 兵庫県   | 神戸市     |      |      | 1,487,267       | 1,409,454      | 556.93      | 203.7             | 2,670               | 9,536.2                | 0.760      | 47,517  | 1956年9月1日 | - 東灘区 - 灘区 - 兵庫区 - 長田区 - 須磨区 - 垂水区 - 北区 - 中央区 - 西区 |
| 中国   | 岡山県   | 岡山市     |      |      | 710,006         | 454,902        | 789.95      | 103.9             | 899                 | 5,797.9                | 0.742      | 20,887  | 2009年4月1日 | - 北区 - 中区 - 東区 - 南区 |
| 中国   | 広島県   | 広島市     |      |      | 1,175,236       | 1,004,506      | 906.69      | 159.8             | 1,296               | 7,436.9                | 0.779      | 34,596  | 1980年4月1日 | - 中区 - 東区 - 南区 - 西区 - 安佐南区 - 安佐北区 - 安芸区 - 佐伯区 |
| 九州   | 福岡県   | 北九州市   |      |      | 907,858         | 888,161        | 492.50      | 204.4             | 1,831               | 5,667.2                | 0.691      | 29,486  | 1963年4月1日 | - 門司区 - 若松区 - 戸畑区 - 小倉北区 - 小倉南区 - 八幡東区 - 八幡西区 |
| 九州   | 福岡県   | 福岡市     |      |      | 1,667,944       | 1,343,902      | 343.47      | 162.7             | 4,856               | 8,936.7                | 0.865      | 43,811  | 1972年4月1日 | - 東区 - 博多区 - 中央区 - 南区 - 西区 - 城南区 - 早良区 |
| 九州   | 熊本県   | 熊本市     |      |      | 735,873         | 556,186        | 390.44      | 107.3             | 1,885               | 6,675.3                | 0.690      | 21,002  | 2012年4月1日 | - 中央区 - 東区 - 西区 - 南区 - 北区 |

## 統計比較

### 面積・人口・市内総生産
- 北海道および札幌市のみ登録人口。それ以外は推計人口。
- 「集積度」は、各市の人口が所属道府県の人口に占める割合。
- 市内総生産（生産側）（名目、実質：連鎖方式）および1人当たり市民所得は2013年度（平成25年度）の値[35]。発表している15市のみ記載。（「県民経済計算」を参照）

| 市         | 道府県   | 面積(km2) | 人口      | 人口   | 人口          | 市内総生産(兆円) | 市内総生産(兆円) | 1人当たり 市民所得(万円) |
| 市         | 道府県   | 面積(km2) | 総人口    | 集積度 | 統計日        | 名目             | 実質             | 1人当たり 市民所得(万円) |
| ---------- | -------- | --------- | --------- | ------ | ------------- | ---------------- | ---------------- | ------------------------ |
| 札幌市     | 北海道   | 1,121.12  | 1,956,164 | 39 %   | 2025年6月30日 | 6.4896           | 6.7081           | 262.3                    |
| 仙台市     | 宮城県   | 788.09    | 1,094,530 | 49 %   | 2025年7月1日  | 4.8904           | 5.1725           | 363.1                    |
| さいたま市 | 埼玉県   | 217.49    | 1,355,231 | 18.5 % | 2025年7月1日  | 4.0464           | 4.2427           | 314.3                    |
| 千葉市     | 千葉県   | 272.08    | 987,546   | 15.7 % | 2025年7月1日  | 3.4722           | 3.5948           | 306.5                    |
| 横浜市     | 神奈川県 | 437.38    | 3,773,476 | 40.9 % | 2025年7月1日  | 12.3399          | 13.1773          | 303.2                    |
| 川崎市     | 神奈川県 | 144.35    | 1,557,683 | 16.9 % | 2025年7月1日  | 5.1386           | 5.5059           | 305.6                    |
| 相模原市   | 神奈川県 | 328.84    | 722,245   | 7.8 %  | 2025年7月1日  |                  |                  |                          |
| 新潟市     | 新潟県   | 726.10    | 761,047   | 36.7 % | 2025年7月1日  | 3.1300           | 3.2423           | 285.0                    |
| 静岡市     | 静岡県   | 1,388.78  | 667,881   | 19.1 % | 2025年7月1日  |                  |                  |                          |
| 浜松市     | 静岡県   | 1,511.17  | 769,988   | 22 %   | 2025年7月1日  |                  |                  |                          |
| 名古屋市   | 愛知県   | 326.45    | 2,335,964 | 31.3 % | 2025年6月1日  | 12.3193          | 12.9126          | 338.6                    |
| 京都市     | 京都府   | 827.90    | 1,433,782 | 57.1 % | 2025年7月1日  | 6.0740           | 6.3991           | 331.0                    |
| 大阪市     | 大阪府   | 222.30    | 2,811,565 | 32 %   | 2025年7月1日  | 18.7361          | 19.4263          |                          |
| 堺市       | 大阪府   | 149.99    | 803,898   | 9.2 %  | 2025年7月1日  |                  |                  |                          |
| 神戸市     | 兵庫県   | 552.80    | 1,487,267 | 28 %   | 2025年7月1日  | 6.1044           | 6.5167           | 298.1                    |
| 岡山市     | 岡山県   | 789.91    | 710,006   | 39.1 % | 2025年7月1日  | 2.6545           | 2.7784           | 273.9                    |
| 広島市     | 広島県   | 905.13    | 1,175,236 | 43.6 % | 2025年7月1日  | 4.9773           | 5.1735           | 312.1                    |
| 北九州市   | 福岡県   | 487.71    | 939,622   | 17.7 % | 2025年7月1日  | 3.3659           | 3.5061           | 270.2                    |
| 福岡市     | 福岡県   | 340.96    | 1,667,944 | 32.8 % | 2025年7月1日  | 6.4619           | 6.6874           | 312.0                    |
| 熊本市     | 熊本県   | 389.53    | 735,873   | 43.7 % | 2025年7月1日  |                  |                  |                          |

| 市                         | 道府県   | 面積     | 人口         | 人口   | 人口         |
| 市                         | 道府県   | 面積     | 総人口       | 集積度 | 統計日       |
| -------------------------- | -------- | -------- | ------------ | ------ | ------------ |
| 横浜市 + 川崎市 + 相模原市 | 神奈川県 | 910.57   | 6,053,404 人 | 65.6 % | 2025年7月1日 |
| 静岡市 + 浜松市            | 静岡県   | 2,899.95 | 1,437,869 人 | 41.1 % | 2025年7月1日 |
| 大阪市 + 堺市              | 大阪府   | 372.29   | 3,615,463 人 | 41.2 % | 2025年7月1日 |
| 北九州市 + 福岡市          | 福岡県   | 828.67   | 2,569,743 人 | 50.5 % | 2025年7月1日 |

### 人口順位
- 推計人口による順位などは、各項目名にあるボタンをクリックすることで得られる。
- 人口の単位は「人」。

| 順 位 | 道 府県  | 市         | 法定人口 （人） | 推計人口 （人） | 増減率 (%) | 種別         | 推計人口の 統計年月日 |
| ----- | -------- | ---------- | --------------- | --------------- | ---------- | ------------ | --------------------- |
| 1     | 神奈川県 | 横浜市     | 3,777,491       | 3,773,476       | -0.11      | 政令指定都市 | 2025年7月1日          |
| 2     | 大阪府   | 大阪市     | 2,752,412       | 2,811,565       | +2.15      | 政令指定都市 | 2025年7月1日          |
| 3     | 愛知県   | 名古屋市   | 2,332,176       | 2,335,964       | +0.16      | 政令指定都市 | 2025年6月1日          |
| 4     | 北海道   | 札幌市     | 1,973,395       | 1,956,164       | -0.87      | 政令指定都市 | 2025年6月30日         |
| 5     | 福岡県   | 福岡市     | 1,612,392       | 1,667,944       | +3.45      | 政令指定都市 | 2025年7月1日          |
| 6     | 神奈川県 | 川崎市     | 1,538,262       | 1,557,683       | +1.26      | 政令指定都市 | 2025年7月1日          |
| 7     | 兵庫県   | 神戸市     | 1,525,152       | 1,487,267       | -2.48      | 政令指定都市 | 2025年7月1日          |
| 8     | 京都府   | 京都市     | 1,463,723       | 1,433,782       | -2.05      | 政令指定都市 | 2025年7月1日          |
| 9     | 埼玉県   | さいたま市 | 1,324,025       | 1,355,231       | +2.36      | 政令指定都市 | 2025年7月1日          |
| 10    | 広島県   | 広島市     | 1,200,754       | 1,175,236       | -2.13      | 政令指定都市 | 2025年7月1日          |
| 11    | 宮城県   | 仙台市     | 1,096,704       | 1,094,530       | -0.20      | 政令指定都市 | 2025年7月1日          |
| 12    | 千葉県   | 千葉市     | 974,951         | 987,546         | +1.29      | 政令指定都市 | 2025年7月1日          |
| 13    | 福岡県   | 北九州市   | 939,029         | 901,799         | -3.96      | 政令指定都市 | 2025年7月1日          |
| 14    | 大阪府   | 堺市       | 826,161         | 803,898         | -2.69      | 政令指定都市 | 2025年7月1日          |
| 15    | 静岡県   | 浜松市     | 790,718         | 769,988         | -2.62      | 政令指定都市 | 2025年7月1日          |
| 16    | 新潟県   | 新潟市     | 789,275         | 761,047         | -3.58      | 政令指定都市 | 2025年7月1日          |
| 17    | 熊本県   | 熊本市     | 738,865         | 735,873         | -0.40      | 政令指定都市 | 2025年7月1日          |
| 18    | 神奈川県 | 相模原市   | 725,493         | 722,245         | -0.45      | 政令指定都市 | 2025年7月1日          |
| 19    | 岡山県   | 岡山市     | 724,691         | 710,006         | -2.03      | 政令指定都市 | 2025年7月1日          |
| 20    | 静岡県   | 静岡市     | 693,389         | 667,881         | -3.68      | 政令指定都市 | 2025年7月1日          |

### 財政
指定都市各市の2023年度（令和5年度）の財政規模は以下の通り（市債残高は年度末の値）。市民一人当たり市債現在高は、本項目の市債現在高から最新の推計人口で割って算出。
| 市名       | 歳入 (A) (億円) | 歳出 (億円) | 地方税収入 (B) (億円) | B/A   | 市債現在高 (億円) | 市民一人当たり市債現在高（万円） |
| ---------- | --------------- | ----------- | --------------------- | ----- | ----------------- | -------------------------------- |
| 札幌市     | 12,095          | 12,001      | 3,538                 | 29.3% | 11,033            | 56.4                             |
| 仙台市     | 5,927           | 5,839       | 2,293                 | 38.7% | 7,599             | 69.4                             |
| さいたま市 | 6,823           | 6,676       | 2,905                 | 42.6% | 4,721             | 34.8                             |
| 千葉市     | 5,112           | 5,067       | 2,080                 | 40.7% | 6,984             | 70.7                             |
| 川崎市     | 8,125           | 8,013       | 3,879                 | 47.7% | 8,157             | 52.4                             |
| 横浜市     | 19,854          | 19,579      | 8,863                 | 44.6% | 22,995            | 60.9                             |
| 相模原市   | 3,459           | 3,372       | 1,375                 | 39.8% | 2,582             | 35.7                             |
| 新潟市     | 4,403           | 4,263       | 1,356                 | 30.8% | 6,252             | 82.1                             |
| 静岡市     | 3,648           | 3,526       | 1,420                 | 38.9% | 4,418             | 66.1                             |
| 浜松市     | 4,242           | 4,101       | 1,524                 | 35.9% | 2,444             | 31.7                             |
| 名古屋市   | 14,125          | 13,948      | 6,175                 | 43.7% | 13,778            | 59                               |
| 京都市     | 9,669           | 9,554       | 3,201                 | 33.1% | 12,713            | 88.7                             |
| 大阪市     | 19,750          | 19,514      | 8,044                 | 40.7% | 15,269            | 54.3                             |
| 堺市       | 4,516           | 4,433       | 1,570                 | 34.8% | 4,604             | 57.3                             |
| 神戸市     | 9,526           | 9,316       | 3,211                 | 33.7% | 11,367            | 76.4                             |
| 岡山市     | 3,922           | 3,777       | 1,356                 | 34.6% | 3,378             | 47.6                             |
| 広島市     | 7,117           | 7,076       | 2,467                 | 34.7% | 11,106            | 94.5                             |
| 北九州市   | 6,178           | 6,140       | 1,811                 | 29.3% | 10,088            | 111.9                            |
| 福岡市     | 11,232          | 11,049      | 3,699                 | 32.9% | 11,054            | 66.3                             |
| 熊本市     | 4,169           | 4,055       | 1,281                 | 30.7% | 4,961             | 67.4                             |

## 構想がある地域
八王子市（東京都）
2012年（平成24年）1月22日に行われた市長選で当選した当時の石森孝志市長が、市民サービス向上と自立したまちづくりの展開が出来る中核市に移行した後、政令市を目指すと公約した。2015年（平成27年）4月1日、八王子市は東京都で初めての中核市に移行した。
明石市（兵庫県）
2021年（令和3年）5月27日記者会見
令和2年国勢調査速報値、人口303,830。
兵庫県明石市の当時の泉房穂市長は5月27日の記者会見で、市内人口が初めて30万人を超えた機をとらえ、さらなる権限の移譲を進めるために、政令指定都市の人口要件を50万人から30万人に緩和するよう地方自治法の改正を国へ要望する意向を表明し、政令指定都市への移行を目指す。

## 構想が破綻、白紙撤回または頓挫した地域
埼玉県
埼玉県による市町村合併推進構想の枠組みに、指定都市移行を想定した枠組みが見られる。県の構想による草加市・越谷市・八潮市・三郷市・吉川市・松伏町・春日部市の枠組みは人口約114万人（実際、越谷市以外と結びつきの希薄な春日部市を除いても90万人を超える）、川口市・蕨市・戸田市の枠組みは人口約78万人、所沢市・飯能市・狭山市・入間市・日高市の枠組みは人口約78万人、新座市・朝霞市・志木市・和光市・三芳町・富士見市・ふじみ野市の枠組みは人口約71万人となっているほか東京都清瀬市との越境合併も視野に入れていたが、結局具体的な動向もなく事実上頓挫した。
金沢市（石川県）
平成の大合併と前後して、経済界を中心に合併による指定都市移行を提唱する動きがあった。しかし、金沢市との合併の筆頭候補に挙げられていた野々市町は単独市制を施行し野々市市となったほか、周辺市町の同意が得られない状況になり、具体的な動向もなく頓挫した。なお、金沢市と同じ市外局番076（市内局番が200～216、218～299、800～809、890～899に限る）の地域（金沢市の他、かほく市、白山市、野々市市、内灘町、津幡町、川北町）の合計人口は約72万人。また、金沢都市圏と一体性のある小松都市圏（「金沢都市圏」を参照）を合わせた人口は約87万人となる（この枠組みでは、石川県の人口約117万人の4分の3）。
姫路市（兵庫県）
2006年（平成18年）3月27日に家島町、夢前町、香寺町、安富町を編入合併、合併後の人口は53万人となった。同市では、指定都市の法定の人口要件である50万人を適用しての指定都市移行を国に要望するとともに、今後も周辺自治体との協議を進める方針を打ち出した。姫路都市圏の人口は約74万人。2011年（平成23年）4月には、石見利勝・姫路市長（当時）が「政令市を目指す」との公約を掲げて3選を果たし、当選直後に加古川市に対し合併を働きかける意向を表明した。同市と合併した場合、人口約80万人になる。一方、たつの市と相生市にも半年前に合併を打診したことを明らかにした。両市と合併した場合は人口が約64万8000人にとどまるため、加古川市とたつの・相生両市との「二本立て」で合併を模索していく姿勢を示した。また、今後太子町にも合併を打診するほか、高砂市も合併相手として想定していることを明らかにしたが、加古川市や高砂市が難色を示した。
2013年（平成25年）に姫路市は地方中枢拠点都市圏を提唱、これは2015年（平成27年）に連携中枢都市圏として法律上の裏付けのある制度となり、この構想に基づき、姫路市は加古川市やたつの市等を含む周辺7市8町と播磨圏域連携中枢都市圏連携協約を締結した。当面は合併交渉よりも緩やかな周辺市町との連携を重視することとし、合併による政令市移行は事実上構想が破綻した。
東葛飾・葛南地域（千葉県）
柏市、野田市、流山市、我孫子市、松戸市、鎌ケ谷市の6市で構成する「東葛広域行政連絡協議会」では、2006年（平成18年）5月8日に「政令指定都市問題研究会」を設置した。この6市の人口の合計は約148万人である。一方、この6市のうち、比較的市川や船橋とのつながりの強い松戸市と鎌ケ谷市は2007年（平成19年）4月27日、船橋市や市川市とともに、将来的な指定都市移行を研究する「東葛飾・葛南地域4市政令指定都市研究会」を設置した。この4市の人口の合計は約171万人である。なお、1997年（平成9年）には船橋市、鎌ケ谷市、習志野市、八千代市の議長経験者の間で、4市の合併で指定都市移行を検討する動きがあった。千葉日報の1面トップに掲載され、旧自治省のウェブサイトにも長らく掲載されていたが、結局具体的な動きには至らず頓挫した。この4市の人口の合計は約102万人となっている。
湘南地域（神奈川県）

平塚市、藤沢市、茅ヶ崎市、寒川町、大磯町、二宮町の6市町が合併して指定都市を目指す「湘南市構想」がかつて存在したが、2003年（平成15年）5月26日に白紙撤回された。実現すれば、人口100万人を突破する予定だった。
駿東・伊豆地域（静岡県）
静岡県三都の一角を構成する沼津市を中心とする地域。静岡市と浜松市が政令市に移行したため待望論があった。静岡県庁自体が、県内合併再編に積極的だった。
指定都市化の研究会参加市町は、沼津市、三島市、御殿場市、裾野市、伊豆の国市、函南町、小山町、長泉町、清水町であり、旧駿河国と旧伊豆国とに跨っているが、合併への意欲について各市町で温度差があった。また、研究会参加市町だけでは現時点で70万人に満たないため、隣接する富士総合庁舎管轄地域、あるいは伊豆半島の全市町を取り込もうという意見も出ていたが、2008年（平成20年）2月8日に白紙撤回し、研究会の解散を発表した。

## 今後の展望
2020年（令和2年）国勢調査の結果をもとにした国立社会保障・人口問題研究所による30年後（2050年）の推計。

### 将来推計人口（2050年）
| 市         | 推計人口 （人） |
| ---------- | --------------- |
| 横浜市     | 3,537,253       |
| 大阪市     | 2,430,185       |
| 名古屋市   | 2,122,366       |
| 札幌市     | 1,745,608       |
| 福岡市     | 1,622,565       |
| 川崎市     | 1,605,531       |
| さいたま市 | 1,339,475       |
| 京都市     | 1,240,645       |
| 神戸市     | 1,233,396       |
| 広島市     | 1,047,223       |
| 仙台市     | 998,832         |
| 千葉市     | 897,073         |
| 北九州市   | 728,898         |
| 浜松市     | 657,052         |
| 堺市       | 653,087         |
| 熊本市     | 648,196         |
| 相模原市   | 647,739         |
| 岡山市     | 643,367         |
| 新潟市     | 616,385         |
| 静岡市     | 546,205         |

### 将来推計人口（2060年 - 2065年）
| 市         | 推計人口 （人） |
| ---------- | --------------- |
| 横浜市     | 302万           |
| 名古屋市   | 184万           |
| 川崎市     | 144万           |
| 札幌市     | 143万           |
| さいたま市 | 110万           |
| 神戸市     | 109万           |
| 広島市     | 102万           |
| 仙台市     | 95万            |
| 千葉市     | 76万            |
| 岡山市     | 64万            |
| 北九州市   | 62万            |
| 熊本市     | 60万            |
| 浜松市     | 58万            |
| 堺市       | 56万            |
| 相模原市   | 53万            |
| 新潟市     | 51万            |
| 静岡市     | 47万            |
| 京都市     |                 |
| 大阪市     |                 |
| 福岡市     |                 |